# Барксдейл, Лакванда
Лакванда Барксдейл (англ. LaQuanda Barksdale; в замужестве Квик (англ. Quick); родилась 3 октября 1979 года в Клеммонсе, Северная Каролина, США) — американская профессиональная баскетболистка, выступавшая в женской национальной баскетбольной ассоциации. Она была выбрана на драфте ВНБА 2001 года в первом раунде под 12-м номером командой «Портленд Файр». Играла на позиции атакующего защитника и лёгкого форварда.

## Ранние годы
Лакванда родилась 3 октября 1979 года в городке Клеммонс (Северная Каролина) в семье Брайана Ллойда и Сильвии Барксдейл, у неё есть младшие брат, Би Джей, и сестра, Дионна, а училась она там же в средней школе Уэст-Форсайт, в которой выступала за местную баскетбольную команду.